# 교화 (사회)
교화(敎化)는 범죄를 저지른 사람을 재교육하고 사회에 복귀할 수 있도록 준비시키는 과정이다. 목표는 수감자가 감옥에서 석방된 후 재범률을 줄이기 위해 범죄의 근본적인 근본 원인을 모두 해결하는 것이다. 일반적으로 개인 범죄자가 저지른 특정 유형의 범죄와 관련된 인지 왜곡을 표적으로 삼는 심리적 접근 방식이 포함되지만, 읽기 기술 및 직업 훈련과 같은 보다 일반적인 교육도 수반될 수도 있다. 목표는 범죄자를 사회에 다시 통합하는 것이다.

## 같이 보기
- 반사회성 인격장애